# Бад-тибира
Бад-тибира је био древни град у Месопотамији. Данас се на његовом месту налази град Тел ел Мадинех у Ираку. 

## Историја
Бад-тибира се јавља са претпотопском цивилизацијом која или наставља небеске краљеве Еридуа који су се у њи преселили или је то самостална династија овог града. Прва претпоставка је вероватнија. Свакако је преношење нејасно јер ова два града нису била у истој номи. Град се налазио на каналу Итурунгал у номи града Уме, североисточно од Ларсе. Никаквих других сазнања о граду нема.